# Wilton Daniel Gregory
Wilton Daniel Gregory (sinh 1947) là một Hồng y người Hoa Kỳ của Giáo hội Công giáo Rôma. Ông hiện đảm nhận chức Tổng giám mục Tổng giáo phận Washington, Trưởng Giáo tỉnh Washington. Ông từng đảm nhận vai trò Chủ tịch Hội đồng Giám mục Hoa Kỳ từ năm 2001 đến năm 2004.

## Tiểu sử
Wilton Daniel Gregory sinh ngày 7 tháng 12 năm 1947 tại Chicago, bang Illinois (về mặt cơ cấu Giáo hội, thuộc Tổng giáo phận Chicago. Sau quá trình tu học, ông được thụ phong linh mục ngày 9 tháng 5 năm 1973, theo cơ cấu thuộc linh mục đoàn Tổng giáo phận Chicago. Chủ phong là Hồng y John Patrick Cody, Tổng giám mục Tổng giáo phận Chicago.
Sau 10 năm thi hành tác vụ linh mục, Wilton Daniel Gregory được bổ nhiệm làm Giám mục phụ tá Tổng giáo phận Chicago vào ngày 18 tháng 10 năm 1983, khi chưa tròn 36 tuổi. Cùng với vai trò Giám mục phụ tá, ông cũng nhận danh hiệu Giám mục hiệu tòa Oliva. Lễ tấn phong giám mục cho giám mục tân cử Gregory được cử hành sau đó vào ngày 13 tháng 12 cùng năm, tại Nhà thờ chính tòa Thánh Danh (Holy Name), Tổng giáo phận Chicago. Tham gia nghi lễ truyền chức giám mục, có chủ phong là Hồng y Joseph Louis Bernardin, Tổng giám mục Chicago và hai phụ phong, gồm: Giám mục Alfred Leo Abramowicz, Giám mục phụ tá Chicago và Giám mục Nevin William Hayes, O. Carm., Giám mục phụ tá Chicago.
Sau 10 năm thi hành tác vụ giám mục, Gregory được bổ nhiệm đảm trách vai trò Giám mục chính tòa Giáo phận Belleville, Illinois vào ngày 29 tháng 12 năm 1993 và ông đã chính thức nhậm chức vào ngày 10 tháng 2 năm 1994. Ngày 9 tháng 12 năm 2004, Tòa Thánh thăng Giám mục Gregory làm Tổng giám mục, chức vị Tổng giám mục Tổng giáo phận Atlanta, Georgia. Ông nhận nhiệm vụ này sau đó vào ngày 17 tháng 1 năm 2005.
Ngày 4 tháng 4 năm 2019, Tòa Thánh bổ nhiệm Tổng giám mục Gregory làm Tổng giám mục Tổng giáo phận Washington, Washington D.C. Ông nhận nhiệm sở mới vào ngày 21 tháng 5 năm 2019. Một năm sau đó, ngày 18 tháng 9 năm 2020, ông được bổ nhiệm kiêm nhiệm vai trò Giám quản Tông Tòa giáo phận Saint Thomas, Quần đảo Virgin thuộc Mỹ. Cùng năm, ngày 28 tháng 11, ông dự kiến được thăng tước Hồng y của Giáo hội Công giáo Rôma.